# Autodefensas de Cundinamarca
Las Autodefensas de Cundinamarca fueron una de las subestructuras paramilitares de las Autodefensas Unidas de Colombia, entre 1999 y 2004.

## Historia

### Antecedentes
Los primeros grupos paramilitares en Cundinamarca fueron creados por Henry Pérez y Gonzalo Rodríguez Gacha. Debido a la presencia en la región de la guerrilla de las Fuerzas Armadas Revolucionarias de Colombia - Ejército del Pueblo (FARC-EP), principalmente del Frente 22, creado en 1983.

### Unión a las Autodefensas Unidas de Colombia
Las Autodefensas de Cundinamarca se unieron a las AUC en 1997, luego de la conformación de estas, coordinando masacres, desapariciones y asesinatos selectivos.
Mantenían un pacto de no agresión con las FARC-EP hasta que estas masacraron a 12 paramilitares en Caparrapí.

## Principales miembros
- Luis Eduardo Cifuentes alias El Águila
- Jaime Castellanos, alias ‘Peligro’

## Área de operaciones
Departamento de Cundinamarca. 
Las Autodefensas Campesinas de Cundinamarca bajo el mando de Luis Eduardo Cifuentes, alias “El Aguila” operaban en los municipios de Villeta, La Palma, La Peña, Topaipí, mientras que las Autodefensas del Magdalena Medio bajo el mando de Carlos Hernán Hernández Giraldo, alias “El Pájaro”, operaba en los municipios de Nariño, Guataquí, San Juan de Ríoseco, Chaguaní, Guaduas, Nimaima. Por su parte las Autodefensas Campesinas de Casanare bajo del mando de alias “Martín Llanos” operaban en Fusagasugá, Silvania y Viotá, mientras que en los municipios del oriente cundinamarqués, entre ellos, Machetá, Gachetá, Gachalá, y Medina, hacía presencia el Bloque Centauros.

## Delitos y financiación
Las Autodefensas de Cundinamarca cometieron homicidios, torturas, desplazamiento, desaparición forzada, violencia sexual. Estarían vinculadas al asesinato del capitán de la Policía, William Javier Montilla, y el agente Ancízar Sánchez. Se financiaron con narcotráfico y robo de combustibles.

## Desmovilización
En 2004, 147 integrantes de las Autodefensas de Cundinamarca se desmovilizaron en el corregimiento de Terán en el municipio de Yacopí.